# Leonard Roberts
Leonard Roberts (ur. 17 listopada 1972 w St. Louis) – amerykański aktor telewizyjny i filmowy.

## Życiorys
Urodził się w St. Louis w Missouri. Ukończył szkołę teatralną przy Uniwersytecie DePaul w Chicago w stanie Illinois, otrzymując tytuł magistra sztuki aktorskiej.
Po raz pierwszy na szklanym ekranie wystąpił w serialu kanadyjskim Na południe (Due South, 1996).
Na kinowym ekranie debiutował w dwóch filmach – dramacie kryminalnym Gangster (Hoodlum, 1997) z Laurence'em Fishburne'em i Andym Garcíą oraz melodramacie Miłość od trzeciego spojrzenia (Love Jones, 1997).
Zagrał potem w serialach: Buffy: Postrach wampirów (Buffy the Vampire Slayer, 1999–2000), JAG – Wojskowe Biuro Śledcze (JAG, 2001), 24 godziny (24, 2003), CSI: Kryminalne zagadki Miami (CSI: Miami, 2004) i Tajemnice Smallville (Smallville, 2005–2006).
W telewizyjnym filmie biograficznym Joe i Max (Joe and Max, 2002) wystąpił w roli boksera Joego Louisa, na ekranie partnerując Tilowi Schweigerowi.
W 2007 otrzymał nagrodę Future Classic Award za rolę D.L. Hawkinsa w serialu NBC Herosi (2006–2007).

## Wybrana filmografia

### Filmy fabularne
- 1997: Gangster (Hoodlum) jako Tyron
- 1997: Miłość od trzeciego spojrzenia (Love Jones) jako Eddie Coles
- 1998: Gra o honor (He Got Game) jako D'Andre Mackey
- 2002: Dobosz (Drumline) jako Sean
- 2006: Ostatni Adam (The Last Adam) jako Bobby Jackson

### Filmy telewizyjne
- 2002: Joe i Max (Joe and Max) jako Joe Louis
- 1999: Lata 60. (The '60s) jako Emmet Taylor
- 2000: Maskarada (Masquerade) jako Otis

### Seriale telewizyjne
- 1996: Na południe (Due South) jako Tyree Cameron
- 1999: Turks jako oficer Tom May
- 1999: Dzień jak dzień (Any Day Now) jako Wade Garver
- 1999-2000: Buffy: Postrach wampirów (Buffy the Vampire Slayer) jako Forrest Gates
- 2001: Łowcy koszmaru (FreakyLinks) jako Boomer Truman
- 2001: JAG – Wojskowe Biuro Śledcze (JAG) jako porucznik Crawford
- 2002: Powrót do Providence (Providence)
- 2003: Tru Calling jako Blake
- 2003: 24 godziny (24) jako Strażnik Buchanan
- 2004: CSI: Kryminalne zagadki Miami (CSI: Miami) jako Brad Foster
- 2004: Threat Matrix jako Ibrahim Kureshi
- 2004: Agenci NCIS (Navy NCIS: Naval Criminal Investigative Service) jako P.O. Howard Carter
- 2005: Kości (Bones) jako D.A. Andrew Levitt
- 2005-2006: Tajemnice Smallville (Smallville) jako Nam-Ek
- 2006-2007: Herosi jako D.L. Hawkins
- 2017: Mamuśka jako Ray Stabler

### Filmy krótkometrażowe
- 2001: Scam jako Gordie
- 2004: Chodzenie na wesołości (Walking on Sunshine, TV) jako Al
- 2007: Pieprz się, płacą mi (F*ck You Pay Me!) jako Darian Drake